# Jacques Menoury
Jacques Menoury, né le 26 janvier 1947 à Villebarou (Loir-et-Cher) et mort le 23 octobre 2024 à La Teste-de-Buch, est un footballeur français du milieu des années 1960 au début des années 1980.
Il joue toute sa carrière à l'AAJ Blois dont il est le joueur le plus capé, au poste d'attaquant durant notamment huit saisons en deuxième division et autant en D3. Avec Blois, il gagne le championnat de Division 3 Grand-Ouest en 1978 et participe à l'épopée en Coupe de France 1970-71 jusqu'en quart de finale perdu contre l’Olympique de Marseille.

## Biographie
Né à Villebarou en 1947, Jacques Menoury débute à l'AAJ Blois à quatorze ans et demi comme cadet en étant surclassé. Il joue en équipe de France juniors, aux côtés de Jean-Michel Larqué et Henri Michel,.
En 1970-71, il participe à l'épopée en Coupe de France de l'AAJB, promu en D2, jusqu'en quart de finale perdu contre l’Olympique de Marseille. Il se souvient en 2017 : « Ce quart de finale contre l'OM c'est l'un de mes deux plus beaux souvenirs avec ma sélection en équipe de France juniors aux côtés de Larqué et Henri Michel. Au stade Vélodrome, on avait été baladés. Faut dire qu'on avait très mal dormi : les supporters de l'OM avaient fait du vacarme sous nos fenêtres une bonne partie de la nuit. Je garde aussi en mémoire que c'était la première fois que je prenais l'avion, une Caravelle, je crois ».
Retombé en D3, il remporte le championnat de Division 3 Grand-Ouest avec Blois en 1978.
Malgré l'appel de club professionnel, Menoury reste fidèle à son club et se souvient ; « J'avais été sollicité par Lens, Valenciennes et le Stade Français, mais c'est à Blois que je voulais jouer ». L'ailier droit réalise toute sa carrière de joueur à l'AAJ Blois, de 1965 à 1981, dont il est le joueur le plus capé. Il joue pendant huit saisons en Division 2, et autant en Division 3. Jacques Menoury réalise son dernier match à l'âge de 32 ans.
Jacques Menoury meurt le 23 octobre 2024 à l'âge de 77 ans à La Teste-de-Buch, en Gironde, où il réside depuis une trentaine d’années avec sa famille.

## Palmarès
Avec Blois , il remporte le championnat de Division 3 Grand-Ouest en 1978.
- CFA
  - Champion du groupe Ouest en 1970
- Division 3
  - Champion du groupe Centre-Ouest en 1978